# A. Frissard & Cie
A. Frissard & Cie est un constructeur automobile français actif au XIXe siècle.

## Production
L’entreprise basée à Reims a commencé à produire des automobiles en 1900. L’usine était située au 115, Rue Lesage (Reims). Le nom de marque était Frissard. Fissard produit des Tonneau, Phaëton et Spider avec des moteurs de 5 à 8 CV. On ne sait pas exactement quand la production a commencé et s’est terminée.